# Salvatore Lilli

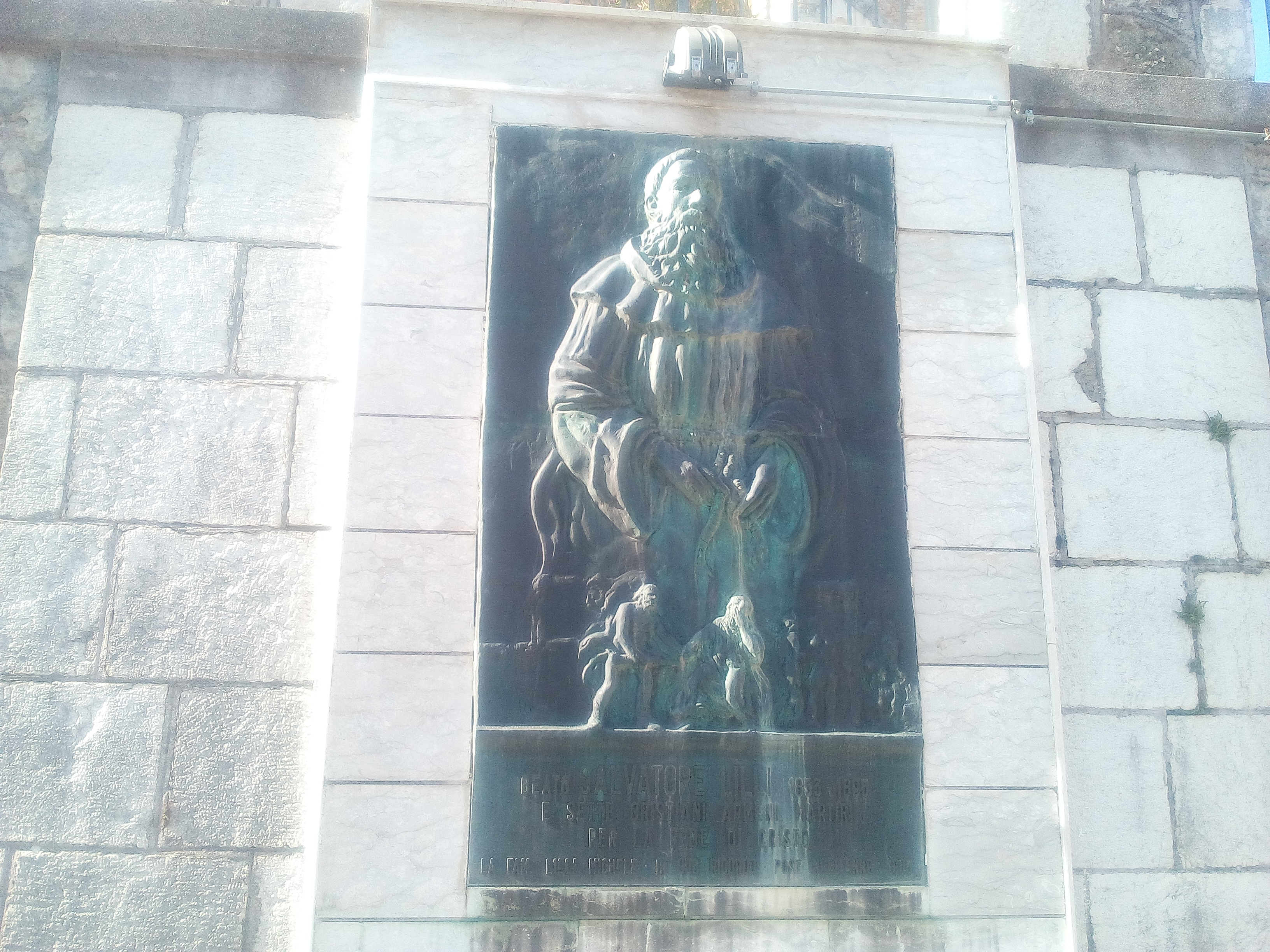
Skulptur von Salvatore Lilli in Abruzzo

Salvatore Lilli (* 19. Juni 1853 in Cappadocia; † 22. November 1895 in Mujuk Deresi bei Marasc, Türkei) war ein italienischer katholischer Priester und Märtyrer.

## Leben
Salvatore Lilli wurde 1853 als Sohn von Vincenzo und Annunziata Lilli in Cappadocia bei L’Aquila geboren. Er trat 1870 in den Franziskanerorden ein und legte sein Gelübde am 6. August 1871 ab. Am 6. April 1878 wurde er in Bethlehem zum Priester geweiht. Er arbeitete als Missionar in Kleinarmenien, wo er Schulen, Kranken- und Waisenhäuser baute sowie die Bevölkerung in Hygiene unterrichtete. Bei der Choleraepidemie 1891 war er in der Krankenpflege tätig.
1895 war Salvatore Lilli Pfarrer und Superior der Franziskaner-Niederlassung in Mujuk Deresi. Er wurde zusammen mit sieben Begleitern von osmanischem Militär gefangen gesetzt und sollte zur Konversion zum Islam gezwungen werden. Als er und seine Begleiter sich weigerten, wurden sie getötet; ihre Körper wurden verbrannt.
Seine Begleiter waren:
- Baldji Oghlou Ohannes
- Khodianin Oghlou Kadir
- Kouradji Oghlou Tzeroum
- Dimbalac Oghlou Wartavar
- Jeremías Oghlou Boghos, sowie die Brüder
- David Oghlou David und
- Toros Oghlou David

Salvatore Lilli und seine Begleiter wurden am 3. Oktober 1982 von Papst Johannes Paul II. seliggesprochen. Ihr Gedenktag ist der 22. November.
Siehe auch: Massaker an den Armeniern 1894–1896